# Emergent BioSolutions
Emergent BioSolutions is een Amerikaanse biofarmaceutische multinational. De onderneming ontwikkelt preventieve en therapeutische vaccins tegen miltvuur (antrax), botulisme, buiktyfus, hepatitis B en streptococcus (groep B). De multinational, het moederbedrijf van onder meer BioPort Corporation, is de enige onderneming in de VS die een vaccin tegen miltvuur mag produceren.

## Geschiedenis
In 1998 werd de onderneming BioPort opgericht om het vaccin-producerende laboratorium van het Michigan Biologics Products Institute over te kunnen nemen (voorheen de Biologics Products Division van het Michigan Department of Public Health). Met deze acquisitie kreeg het bedrijf ook meteen een klant: het Amerikaanse ministerie van Defensie. Kort daarop kreeg BioPort een exclusief contract van 29 miljoen dollar van dit ministerie om het miltvuur-vaccin te produceren, te testen en op te slaan.
Bioport werd gevormd door twee ondernemingen: Michigan Biologics Products (zeven managers uit de tijd dat het lab van de staat Michigan was, waaronder Robert Myers) en Intervac, geleid door Admiraal William J. Crowe (ex-Joint Chiefs of Staff) en Fuad El-Hibri, die de CEO van BioPort werd. De nu gepensioneerde Crowe werd een van de directeuren en kreeg 13 procent van de aandelen van BioPort.
In 1999 kwam de onderneming in cashflow-problemen en kreeg toen hulp van het ministerie van defensie: een vooruitbetaling van 18,7 miljoen dollar. De prijs van een dosis ging omhoog van $3,60 naar 4 dollar en later naar tien dollar. Een lid van het congres, Walter Jones vroeg daarna om een onderzoek naar de financiële banden tussen het ministerie en Bioport.
In 2001 was nog maar 4 procent van de in het contract overeengekomen hoeveelheid miltvuur-vaccin aan het ministerie van defensie geleverd. De belangrijkste oorzaak hiervan was een verbod van het FDA op levering van het product na veiligheids- en besmettingsproblemen in het laboratorium in Lansing. Het laboratorium werd in 1999 gerenoveerd, maar kreeg daarna nog geen toestemming van het FDA te leveren. Ondanks deze ban gaf de Amerikaanse regering 126 miljoen dollar aan BioPort. Door de inspanning van Bruce Ivins en zijn collega's van het onderzoeksinstituut USAMRIID in Fort Detrick in 2001-2002 werden enkele problemen opgelost, waarna de FDA het verbod op productie van het vaccin introk.